# 金光岩齋
金光 岩齋（かなみつ がんさい、寛政9年（1797年） - 天保12年7月5日（1841年11月7日））は、岡山藩士。通称は初め岩松のち岩齋。諱は不明。
御野郡西古松村（岡山市北区西古松）の出身であり、金光太郎右衛門の孫・与次郎の末裔という。但し、「御奉公之品書上　金光岩齋」では代々百姓をしていたと言うので、与次郎以降の与次郎家当主の庶子の末裔ではないかと思われる。（下級武士の家では、庶子が妻子を持っても公認・法律婚によるもので無く、子供は武士の子と認められず、町人・百姓となる者が多かったからである。）
文化12年6月22日（1815年）に召抱。文政2年3月9日（1819年）、御城代支配下に属する。
文政4年11月15日（1821年）、拾五俵弐人扶持（四公六民の年貢の基準で言えば、40石程度の価値に相当）御具御坊主となり、名も「岩松」改め「岩齋」と改める。
天保2年11月1日（1831年）、伊部方定役御小道具方兼御屏風方となる。天保5年1月8日（1834年）、池田斉輝（池田斉政の嫡子）の正室・寛彰院（池田知子。歌人。関白・一条忠良の娘。文政2年（1819年）に斉輝が逝去した後、剃髪した。）への御用を務める。天保6年8月18日（1835年）、参俵壱人扶持加増・輿坊主格となる。以後の家禄・役職は不明。
江戸詰めには四度命ぜられ、御番方役などをしていた。
跡目は、子の鐵松が相続した。

## 参考資料
- 「御奉公之品書上 金光岩齋」（池田家文庫・岡山大学付属図書館収蔵）